# 카이어필리

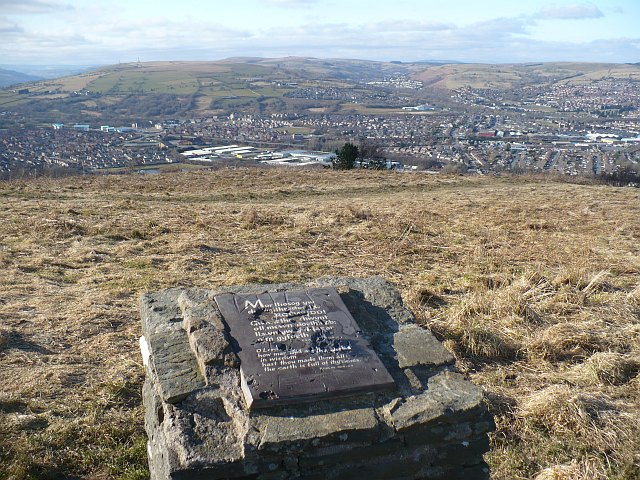
카이어필리

카이어필리(Caerphilly)는 웨일스 카이어필리 자치시의 도시로, 인구는 30,388명이다.